# Siror
Siror est une ancienne commune italienne d'environ 1 300 habitants située dans la province autonome de Trente dans la région du Trentin-Haut-Adige dans le nord-est de l'Italie. Elle fusionne le 1er janvier 2016 avec Fiera di Primiero, Tonadico et Transacqua pour former Primiero San Martino di Castrozza.

## Administration
| Période                                  | Période | Identité | Étiquette | Qualité |
| ---------------------------------------- | ------- | -------- | --------- | ------- |
|                                          |         |          |           |         |
| Les données manquantes sont à compléter. |         |          |           |         |

### Communes limitrophes
Canale d'Agordo, Predazzo, Canal San Bovo, Mezzano, Imer, Tonadico, Tonadico, Transacqua

## Jumelages
- Schönberg im Stubaital (Autriche)
- Piraquara (Brésil)